# Dolichosaurus longicollis
Il dolicosauro (Dolichosaurus longicollis) è un rettile estinto appartenente all'ordine degli squamati.
Visse durante il Cenomaniano (90 milioni di anni fa, verso l'inizio del Cretaceo superiore), in Inghilterra meridionale.

## Classificazione
Questo animale venne descritto per la prima volta nel 1850 da Richard Owen: il dolicosauro è ritenuto un rappresentante dei varanoidi, un gruppo di lucertole comprendenti gli attuali varani oltre a numerose forme estinte, tra le quali vi furono probabilmente gli antenati dei serpenti.

Lo stesso dolicosauro, in effetti, è ritenuto vicino all'origine dei serpenti, date le caratteristiche corporee presentate da questo animale (zampe ridotte, collo allungato). Recenti ricerche considerano Dolichosaurus un membro primitivo di un gruppo di cui fanno parte anche Coniasaurus, i mosasauridi e gli aigialosauridi, tutte forme che mostrano adattamenti più o meno forti ad uno stile di vita acquatico.

## Descrizione
Il dolicosauro misurava in totale al massimo un metro e mezzo di lunghezza.

L'aspetto di questo animale doveva essere piuttosto simile a quello di un varano dotato di collo lungo: le vertebre cervicali del Dolichosaurus, infatti, erano presenti in numero molto maggiore rispetto a quanto riscontrabile negli attuali varanoidi. Il cranio doveva per contro essere relativamente piccolo in relazione alle dimensioni corporee.

Il corpo era stretto e allungato, adatto al nuoto, così come la coda, simile a una cintura e lunga quasi quanto il corpo. Le zampe, erano piuttosto corte (lasciando intuire che Dolichosaurus era solito condurre un'esistenza semiacquatica, nuotando in modo serpeggiante, un po' come gli attuali coccodrilli), mentre il cinto scapolare era piuttosto ridotto. La pelvi, invece, era ancora piuttosto robusta.

## Stile di vita
Il dolicosauro, con tutta probabilità, era un animale dalle abitudini semiacquatiche; non esistono forme corrispondenti nell'epoca attuale, ma si presume che questo animale fosse un predatore di pesci e altri organismi acquatici, ma che fosse ancora saldamente legato all'ambiente di terraferma. L'aspetto e le abitudini, forse, dovevano richiamare quelli di altri rettili semiacquatici del Triassico, come i notosauri e i talattosauri.